# Aeroporto di Tientsin-Binhai
L'Aeroporto di Tientsin-Binhai (IATA: TSN, ICAO: ZBTJ) è l'aeroporto della città cinese di Tientsin, metropoli a circa 150 chilometri a sud est di Pechino. È situato a 13 km a est dal centro della città, nella parte nord orientale della Cina, non distante dalla Baia di Bohai. La struttura è dotata di due piste parallele in asfalto la cui principale è lunga 3600 m con orientamento RWY 16R-34L, l'altitudine è di 512 m, la frequenza radio 130.0 MHz per la torre. L'aeroporto effettua attività 24 ore al giorno ed è aperto al traffico commerciale internazionale.